# Sarraceno dei Bonacolsi
Sarraceno dei Bonacolsi (fl. XIV secolo) è stato un politico italiano, appartenente alla nobile famiglia dei Bonacolsi di Mantova, fu podestà della città di Genova nel 1314.

## Biografia
Figlio di Tagino dei Bonacolsi, co-signore di Mantova con il fratello Bardellone, bandito da Mantova a causa della sconfitta del padre e dello zio da parte del cugino Guido, poté tornare con il fratello Bertone nella città virgiliana grazie all'editto di pacificazione voluto dall'imperatore Enrico VII di Lussemburgo nel gennaio 1311. La permanenza non durò molto e venne nuovamente allontanato dalla città lombarda.
Nel 1314, al termine della dedizione all'imperatore Enrico VII e al conseguente allontanamento di Uguccione della Faggiola dalla città, fu scelto come podestà di Genova.
Saraceno si impegnò a sedare gli scontri interni tra guelfi e ghibellini, fallendo nel tentativo anche a causa degli scontri avvenuti a Rapallo tra le due fazioni.

## Discendenza
Saraceno ebbe due figli:
- Filippo
- Corradino